# Clockstoppers
Clockstoppers (titulada: Clockstoppers: Detener el tiempo en España y Clockstoppers: Tiempo congelado en Hispanoamérica) es una película estadounidense de ciencia ficción de 2002 producida por Gale Anne Hurd y Julia Pistor, dirigida por Jonathan Frakes y protagonizada por Jesse Bradford, Paula Garcés, French Stewart, Michael Biehn, Robin Thomas y Julia Sweeney.
La trama se centra en dispositivos de tecnología futura "Hypertime" que aceleran las moléculas de los usuarios, creando la ilusión de que el tiempo se ha detenido desde la perspectiva de los usuarios. La historia sigue al adolescente Zak Gibbs, quien adquiere accidentalmente uno de estos dispositivos y se encuentra huyendo de los agentes de la corporación que los creó, todos los cuales manejan dispositivos Hypertime.
La película fue producida por Nickelodeon Movies y distribuida por Paramount Pictures y fue un éxito de taquilla, recaudando más de $38.8 millones de dólares frente a un presupuesto de $26 millones.

## Argumento
La corporación Quantum Tech (QT), financiada por la NSA, ha puesto en marcha un proyecto para desarrollar Hypertime, una tecnología que permite a las moléculas del usuario acelerar hasta el punto en que el mundo parece paralizado. El director de la NSA, Moore (Ken Jenkins), pone fin al proyecto debido al riesgo de que la tecnología sea adquirida por potencias hostiles. El director ejecutivo de QT, Henry Gates (Michael Biehn), planea utilizar Hypertime para dominar el mundo, pero estos planes ahora se están desmoronando: la NSA solo le ha dado un fin de semana antes de recoger su equipo y su científico principal, Earl Dopler (French Stewart), no puede solucionar un fallo que hace que los sujetos en Hypertime envejezcan rápidamente y, después de que sus secuaces impidan la salida de incógnito de Dopler en el aeropuerto, Dopler informa a Gates de que envió información sobre Hypertime y un prototipo de reloj de pulsera Hypertime a su antiguo profesor, el Dr. George Gibbs (Robin Thomas), con la esperanza de que pudiera encontrar una solución para el fallo.
La hija de Gibbs, Kelly (Lindze Letherman), tira accidentalmente el reloj en una caja con las cosas de su hijo Zak. George está en una convención sobre ciencias aplicadas, después de haber rechazado las peticiones de Zak de ir a comprar un coche con él. Zak fracasa repetidamente con Francesca, la chica nueva y atractiva de la escuela, primero con una oferta condescendiente de mostrarle los alrededores y luego, después de que ella le permita ayudarla a rastrillar las hojas, trayendo una zarigüeya viva a su casa. Sin embargo, ella queda impresionada cuando él le muestra el poder del reloj, que lo usan para hacer toda clase de bromas por la ciudad y luego ayudar a Meeker (Garikayi Mutambirwa), el amigo de Zak, a ganar un concurso de DJ. Al final de la cita, Francesca le da a Zak un beso de buenas noches.
Gates envía secuaces, armados con relojes Hypertime y pistolas de nitrógeno sólido para devolver a otros usuarios de Hypertime al tiempo normal, a la casa de George para recuperar el prototipo. Mientras huye de ellos, Zak descubre a Dopler atado en su camioneta y lo libera. Se produce una persecución, y Zak estrella la camioneta en un río, inutilizando así el reloj. Zak se despierta en un hospital y es acusado de robar la camioneta, pero hace que el reloj funcione el tiempo suficiente para robar el uniforme de un policía, lo que le permite evadir tanto a la policía como a los secuaces de Gates. QT se pone en contacto con todas las demás agencias y retrata a Zak, George y Dopler como fugitivos. Zak se da a la fuga con Francesca y localiza el hotel en el que se aloja George. QT llega primero a George y lo captura para reemplazar a Dopler.
Dopler captura a Zak y Francesca con un camión de basura, pero esta última deja inconsciente a Dopler y ella y Zak lo interrogan. Dopler acepta a regañadientes ayudar a salvar a George y usando componentes que los tres roban de la convención científica, Dopler repara el reloj roto y construye su propio juego de pistolas de nitrógeno.
Zak y Francesca entran en las instalaciones y después de activar el hipertiempo, Zak se pone un reloj que no funciona en la muñeca como plan B. QT captura a Zak y Francesca, confisca el reloj que no funciona y los arroja a una celda con George. La fecha límite de la NSA expira, por lo que Gates pone toda la instalación en Hypertime para detener a los agentes de la NSA que se acercan al perímetro. Usa su reloj oculto mientras está en Hypertime y hace que las partículas de Zak se aceleren hasta el punto de inestabilidad, lo que le permite atravesar las paredes de su celda y desviar a Gates y sus secuaces el tiempo suficiente para que George prepare una bomba que destruya la máquina que genera el hipertiempo. Gates intenta matar a Francesca, Zak y George, pero Dopler llega y le dispara a Gates con nitrógeno. Los agentes de la NSA toman los relojes para mantenerlos a salvo en custodia y arrestan a Gates y sus secuaces. Los cargos penales contra Zak, George y Dopler finalmente son retirados.
Dopler usa la máquina que estaba construyendo para revertir los efectos del envejecimiento del hipertiempo, pero sin darse cuenta lo convierte de nuevo en un adolescente (Miko Hughes), lo que significa que tendrá que vivir con la familia Gibbs durante unos años y George le permite a Zak conseguir el auto que quería. Mientras Zak se aleja a toda velocidad en su auto con Kelly, Francesca y Dopler, se revela que Zak no ha devuelto el reloj y continúa divirtiéndose en el hipertiempo.

## Reparto
- Jesse Bradford como Zak Gibbs, un joven que encuentra el reloj capaz de detener el tiempo.
- Paula Garcés, como Francesca, una chica procedente de Venezuela que llega después de mudarse al pueblo de Zak.
- French Stewart como Earl Dopler, científico que fue contratado contra su voluntad para volver a trabajar para la corporación Quantum Tech.
  - Miko Hughes como el joven Earl Dopler.
- Michael Biehn como Henry Gates, director ejecutivo (CEO)  de la corporación Quantum Tech.
- Robin Thomas como Dr. George Gibbs, un científico que es el padre de Zak y colega de Dopler.
- Garikayi Mutambirwa como Meeker, el mejor amigo de Zak.
- Julia Sweeney como Jenny Gibbs, madre de Zak.
- Lindze Letherman como Kelly Gibbs, hermana menor de Zak.
- Jason Winston George como Richard, un agente que trabaja para Henry.
- Linda Kim como Jay, una agente silenciosa que trabaja para Henry.
- Ken Jenkins como Moore, un agente de NSA.
- Jonathan Frakes como un espectador (sin acreditar).
- Judi M. Durand como la voz de la computadora de Quantum Tech (sin acreditar).
- Jeanette Goldstein como una doctora.
- DJ Swamp como él mismo.

## Producción
El director de la película, Jonathan Frakes, recordó más tarde: "Ese guion había estado en Paramount durante mucho tiempo, y debido al éxito de las películas de Star Trek: Primer contacto y Star Trek: Insurrección, Paramount le quitó el polvo y consiguió una reescritura y lo hicimos a un buen precio".
La toma del acelerado Zak congelado se hizo como una composición de pantalla verde de tres tomas: una con el actor de Zak, Jesse Bradford, saltando, una con Michael Biehn apuntando la pistola de nitrógeno y una con el escenario y la corriente de nitrógeno generada por computadora.

### Formato casero
Clockstoppers se lanzó en VHS y DVD el 13 de agosto de 2002.

## Banda sonora
- All the Small Things, por Blink-182
- Holiday in my Head, por Smash Mouth
- First Date, por Blink-182
- Time After Time, por Uncle Kracker
- The Worst Day Ever, por Simple Plan
- The Minute I Met You, por New Found Glory
- Breathe, por Nickelback
- Never Let You Go, por Third Eye Blind
- Bohemian Like You, por The Dandy Warhols
- Quicksand, por Lit

## Recepción
Roger Ebert del Chicago Sun-Times le dio 2.5 estrellas de 4 y escribió: "La película ha sido producida por Nickelodeon y sin duda satisfará enormemente a su público objetivo". También señaló que no cruzó las fronteras y que ofrecía poco para los padres o hermanos mayores. Robert Koehler de Variety lo llamó "Una aventura juvenil concebida de manera insulsa que carece de chispa o estilo". Nell Minow de Common Sense Media le dio a la película cuatro estrellas de cinco, describiéndola como una "comedia de acción divertida con efectos especiales ingeniosos". Scott B. de IGN calificó la película con dos estrellas de cinco (puntuación de 4/10) y escribió que "la mayoría de [mis] críticas vienen directamente de la perspectiva de un adulto que reconoce cuánto Clockstoppers ha homogeneizado un concepto provocador". Russell Smith de The Austin Chronicle le dio a la película dos estrellas de cinco, diciendo que "en realidad funciona bastante bien la mayor parte del tiempo, lo que plantea si la simpatía y la estimulación sensorial constante realmente compensan una multitud de pecados cinematográficos, o si simplemente estoy perdiendo mi capacidad para diferenciar entre niveles de mediocridad". Ed Gonzalez de Slant Magazine le dio dos estrellas de cuatro, diciendo "inusualmente fetichista para una película tan nerviosa sobre el intercambio de saliva". También señaló que los efectos especiales eran "retro-cool y deberían hacer cosquillas a cualquiera que todavía le guste Adventures of Alex Mack de Nick. Danny Graydon de Empire le dio a esta película también dos estrellas de cinco, escribiendo que "el tono predeciblemente seguro favorece la confusión de clichés adolescentes, mientras que el único efecto especial importante es bastante escaso y se descarta rápidamente. En última instancia, el material mediocre obliga al director Frakes a mantener los procedimientos en voz alta y fuerte".
Clockstoppers se estrenó en el quinto puesto de la clasificación de taquilla con $10,1 millones de dólares en su primer fin de semana de estreno, y la semana siguiente bajó al séptimo puesto, donde recaudó una semana más. La película recaudó un total de $38,8 millones de dólares frente a un presupuesto de $26 millones de dólares.